# Gheorghe Ceaușilă
Gheorghe Ceaușilă (Boișoara, 11 ottobre 1966) è un ex calciatore rumeno, di ruolo attaccante.

## Carriera

### Club
Gheorghe Ceaușilă ha iniziato la sua carriera professionistica nel 1984 con il Chimia Râmnicu Vâlcea, dove ha giocato per una stagione senza segnare gol. Nel 1985 si trasferisce allo Steaua Bucarest, ma il suo periodo al club è breve, con una sola presenza senza reti. Dopo un ritorno al Chimia Râmnicu Vâlcea nel 1986, vi resta fino al 1987, prima di giocare una stagione nell'Olt Scornicești. Dal 1989 al 1991, Ceaușilă milita nell'U Craiova, segnando 7 gol in 45 presenze. Il suo percorso prosegue con un passaggio alla Dacia Unirea Brăila e poi al Sportul Studențesc, dove vive una delle fasi più prolifiche della sua carriera, segnando 25 gol in 42 partite nel 1992-1993.
Successivamente, gioca per brevi periodi con il PAOK, il Dinamo Bucarest e il Național Bucarest, con una media di gol discreta. Nel 1995-1996, passa al Farul Costanza, per poi fare una breve esperienza all'Hapoel Taibe in Israele e concludere la sua carriera in Romania con l'Apulum Alba Iulia nel 1997 e la Juventus Bucarest nel 1998-1999.

### Nazionale
Ceaușilă ha vestito la maglia della nazionale rumena nel 1993, guadagnando 5 presenze. Non ha segnato gol durante la sua breve esperienza con la selezione maggiore.

## Caratteristiche tecniche
Attaccante versatile, Ceaușilă era noto per la sua agilità e abilità nel finalizzare le azioni offensive. Pur non essendo particolarmente rapido, era dotato di un buon posizionamento in area di rigore e di un istinto naturale nel trovare la porta. La sua capacità di adattarsi a diverse posizioni in attacco e di supportare la squadra in fase offensiva lo rendeva un giocatore utile per le sue squadre. Anche se non ha mai raggiunto i livelli più alti del calcio europeo, ha avuto una carriera solida a livello nazionale, con una buona media di gol in diverse competizioni.

## Palmarès

### Club

#### Competizioni nazionali
- Campionato rumeno: 2

Steaua Bucarest: 1985-1986
Universitatea Craiova: 1990-1991
- Coppa di Romania: 1

Universitatea Craiova: 1990-1991